# Botanophila densispinula
Botanophila densispinula este o specie de muște din genul Botanophila, familia Anthomyiidae, descrisă de Xue și Song în anul 2007. Conform Catalogue of Life specia Botanophila densispinula nu are subspecii cunoscute.